# مطار ستوكهولم بروما
مطار ستوكهولم بروما (بالسويدية: Stockholm-Bromma flygplats) (تاريخياً يسمى مطار بروما) هو مطار دولي في ضاحية بروما في بلدية ستوكهولم. المطار هو ثالث أكبر مطار في السويد وأكبر مطار في بلدية ستوكهولم. يقع المطار في غرب وسط المدينة.
تم افتتاح مطار بروما في 13 مايو 1936 من قبل الملك جوستاف الخامس برفقة رئيس البلدية ينجفي لارسون وويكتور كارلسون ورئيس المجلس يوهان أولوف يوهانسون. هبطت عدة طائرات سويدية وأجنبية في المطار، وأصبح الأمير برتيل أول مسافر في مطار بروما.

## شركات الطيران والوجهات
تقوم شركات الطيران التالية بتشغيل رحلات منتظمة وموسمية وعارضة في ستوكهولم بروما:
| شركـات طيـران                   | الوجهات |
| ------------------------------- | --- |
| BRA Braathens Regional Airlines | Aarhus، Ängelholm، Gothenburg، Halmstad، مطار هلسنكي فانتا، Kalmar، مطار مالمو، Östersund، Ronneby، Sälen-Trysil، Skellefteå، Umeå، Växjö، Visby |
| خطوط بروكسل الجوية              | مطار بروكسل الدولي (تنتهي في 28 أكتوبر2023) |
| فين إير                         | مطار هلسنكي فانتا (تستأنف 30 أكتوبر2023) |
| Nyxair                          | Kristianstad (تنتهي في 25 يونيو 2023)، Trollhättan–Vänersborg                                                                                    |

## الإحصائيات

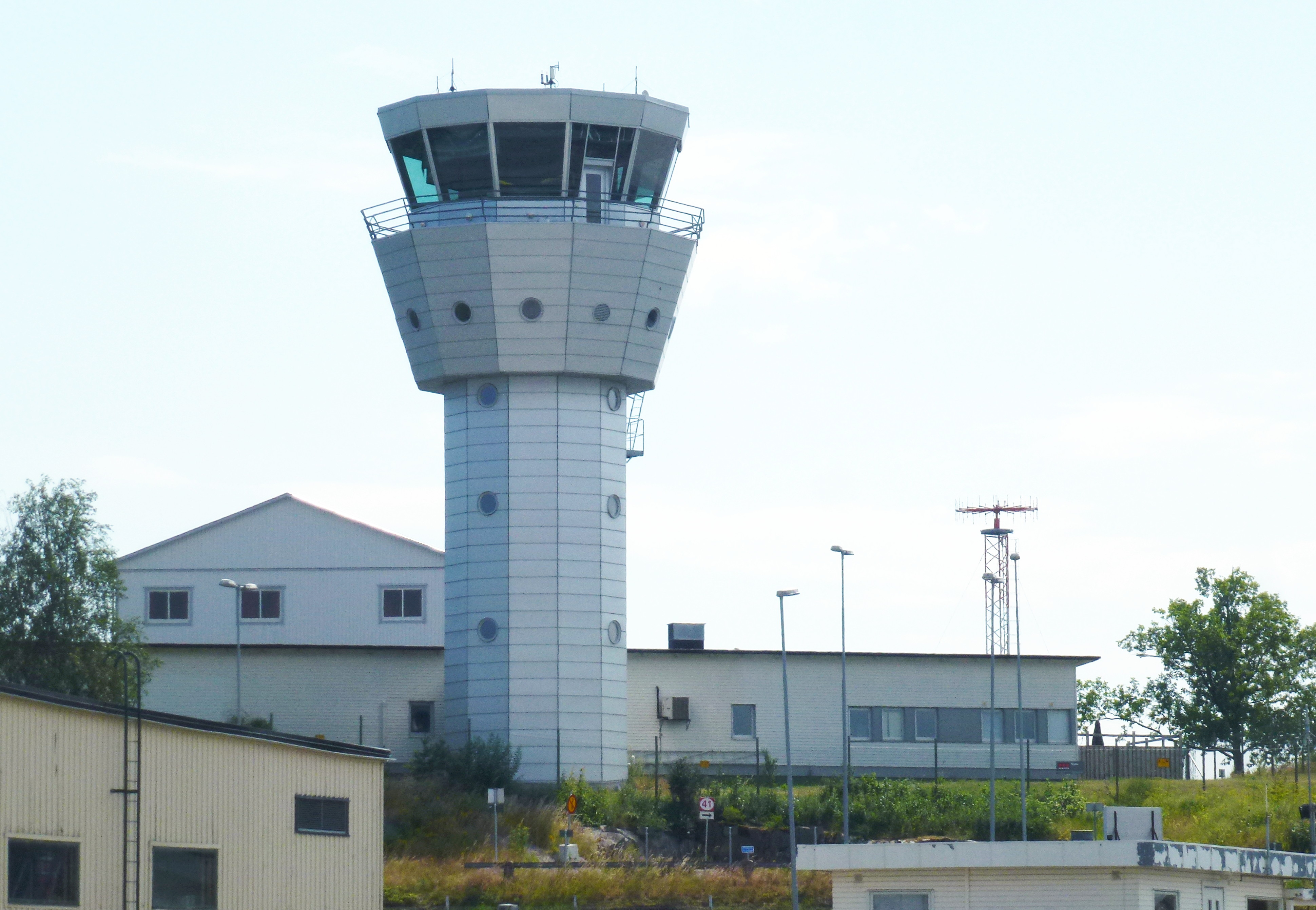
برج المراقبة

شاهد source Wikidata query and sources.
| الرتبة | المطار             | الركاب  | % التغير 2021/22 |
| ------ | ------------------ | ------- | ---------------- |
| 1      | مطار مالمو         | 255,630 | ▲ 103.5          |
| 2      | Visby              | 180,043 | ▲ 35.6           |
| 3      | مطار بروكسل الدولي | 142,094 | ▲ 125.6          |
| 4      | Gothenburg         | 119,829 | ▲ 139.1          |
| 5      | Ängelholm          | 110,067 | ▲ 75.3           |
| 6      | Umeå               | 83,395  | ▲ 70.3           |
| 7      | Halmstad           | 68,124  | ▲ 75.5           |
| 8      | Ronneby            | 50,876  | ▲ 257.1          |
| 9      | Kalmar             | 32,233  | ▲ 181.3          |
| 10     | Östersund          | 17,480  | ▲ 169.5          |

## معرض صور

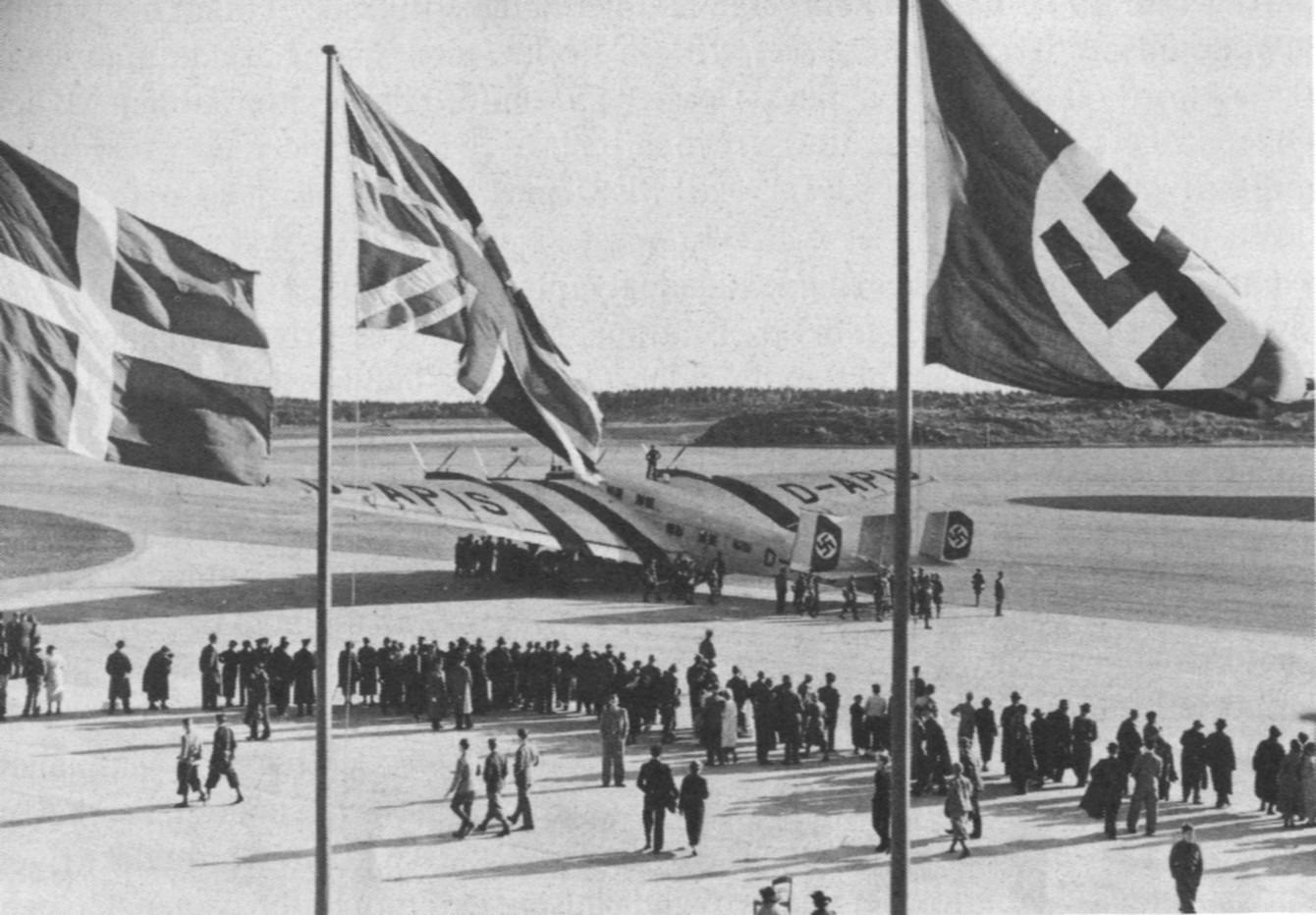
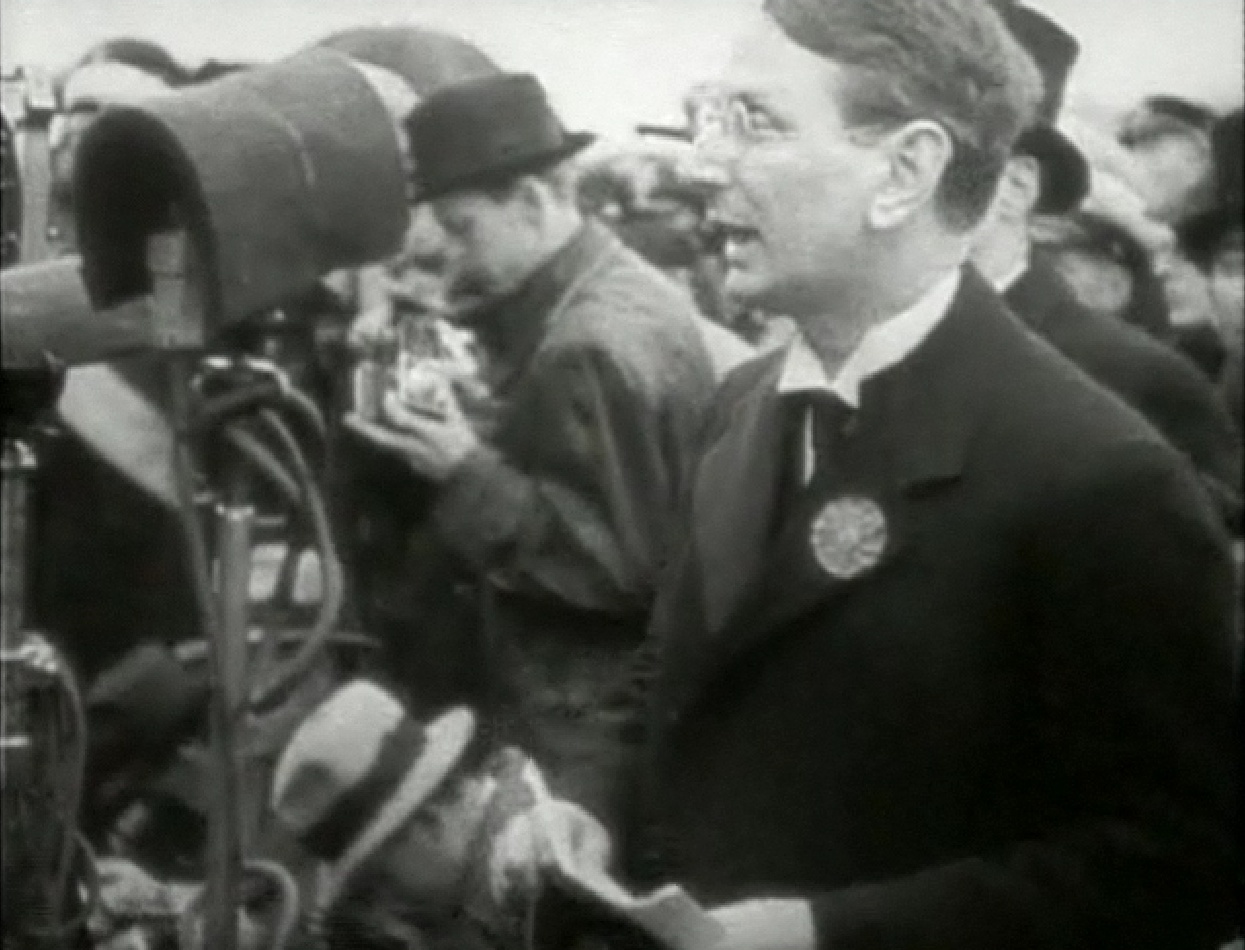
عضو مجلس المدينة ينجفي لارسون أثناء افتتاح المطار.
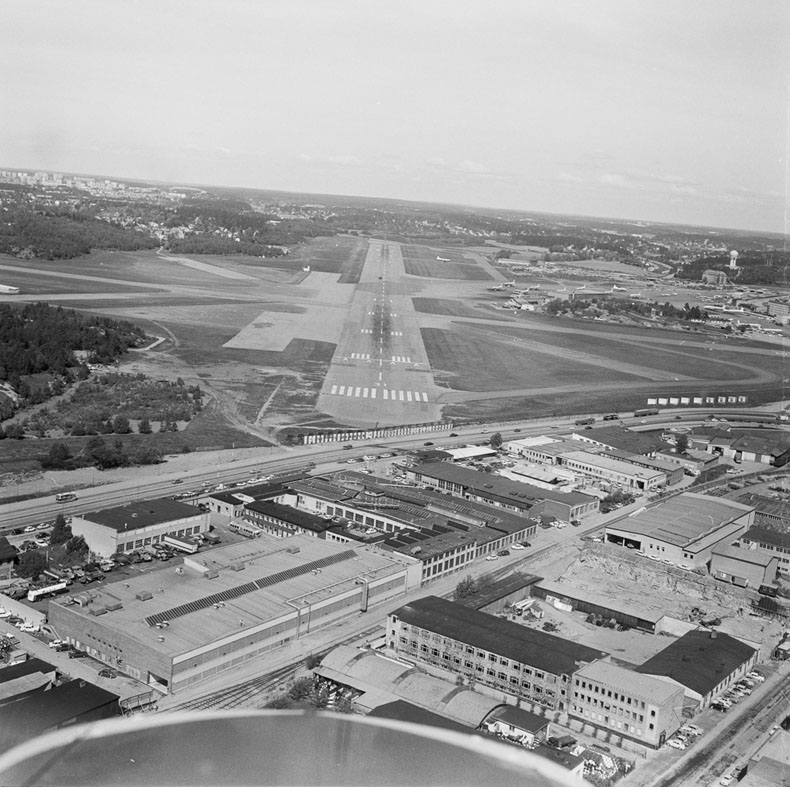
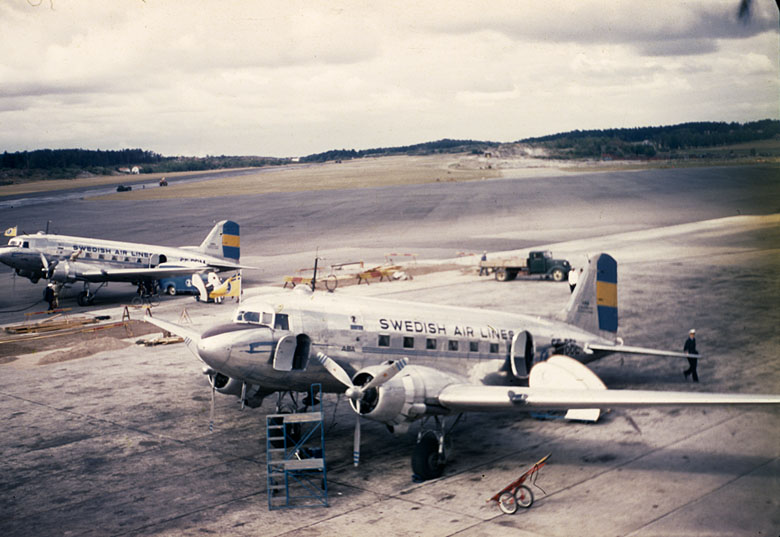
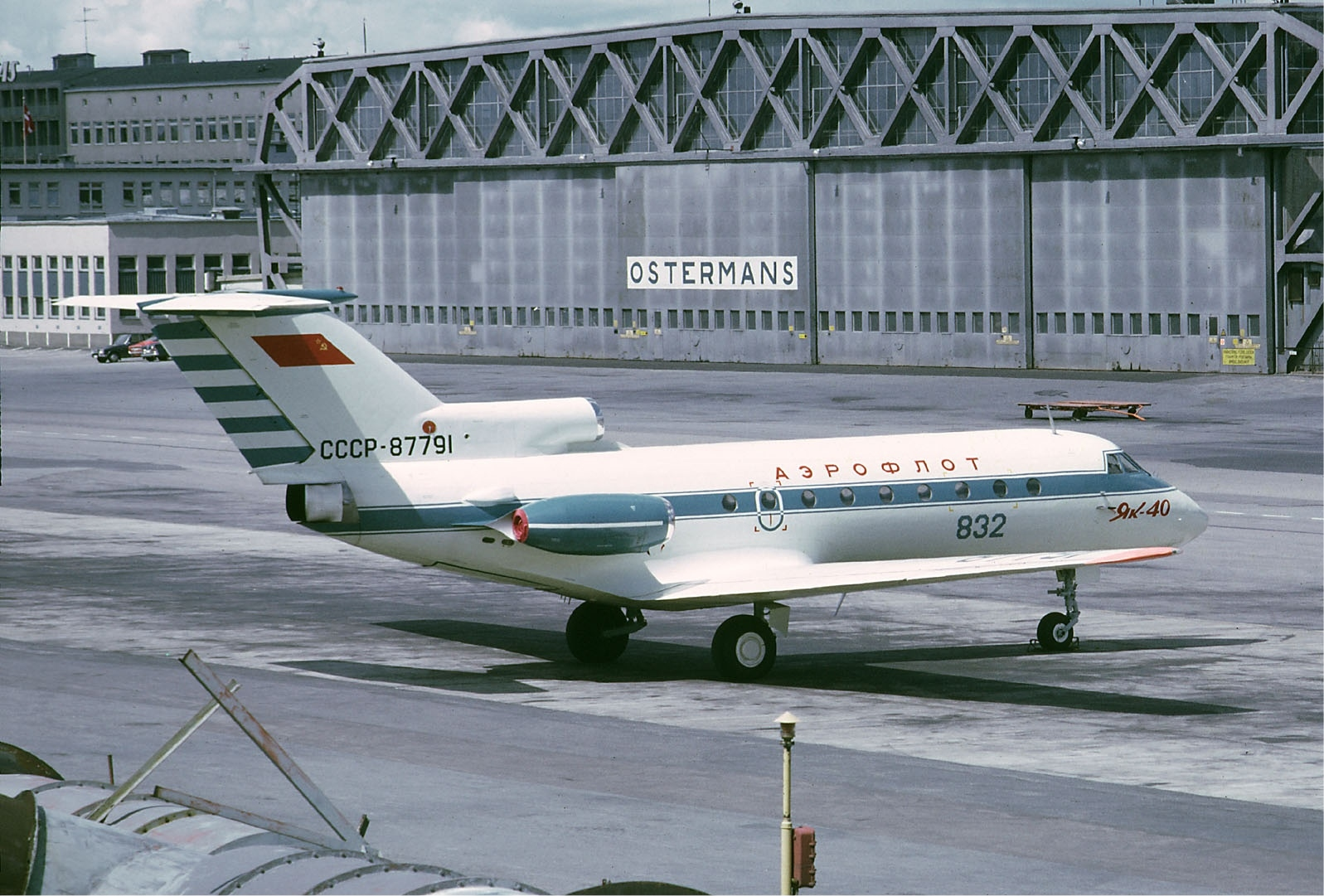
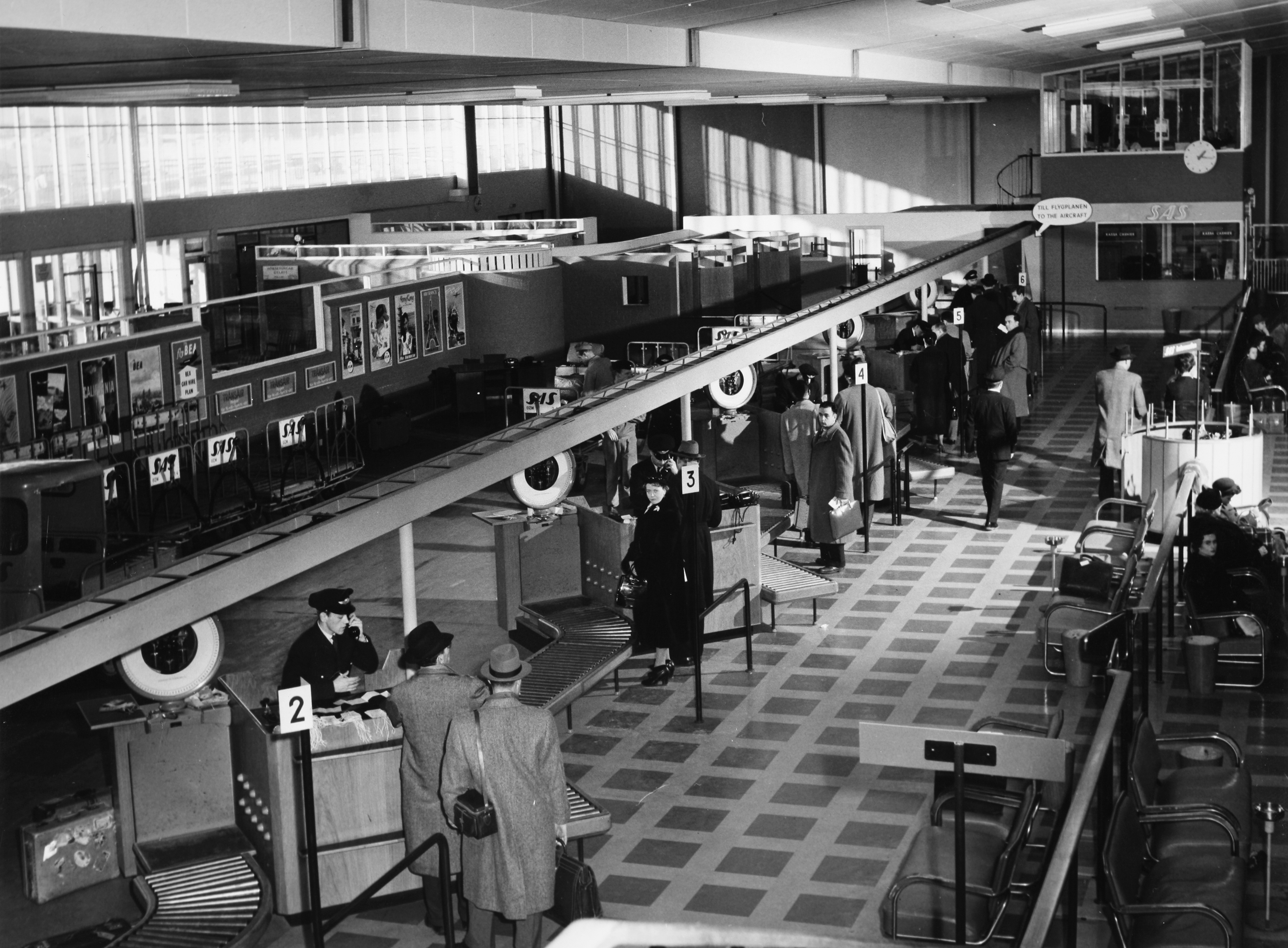
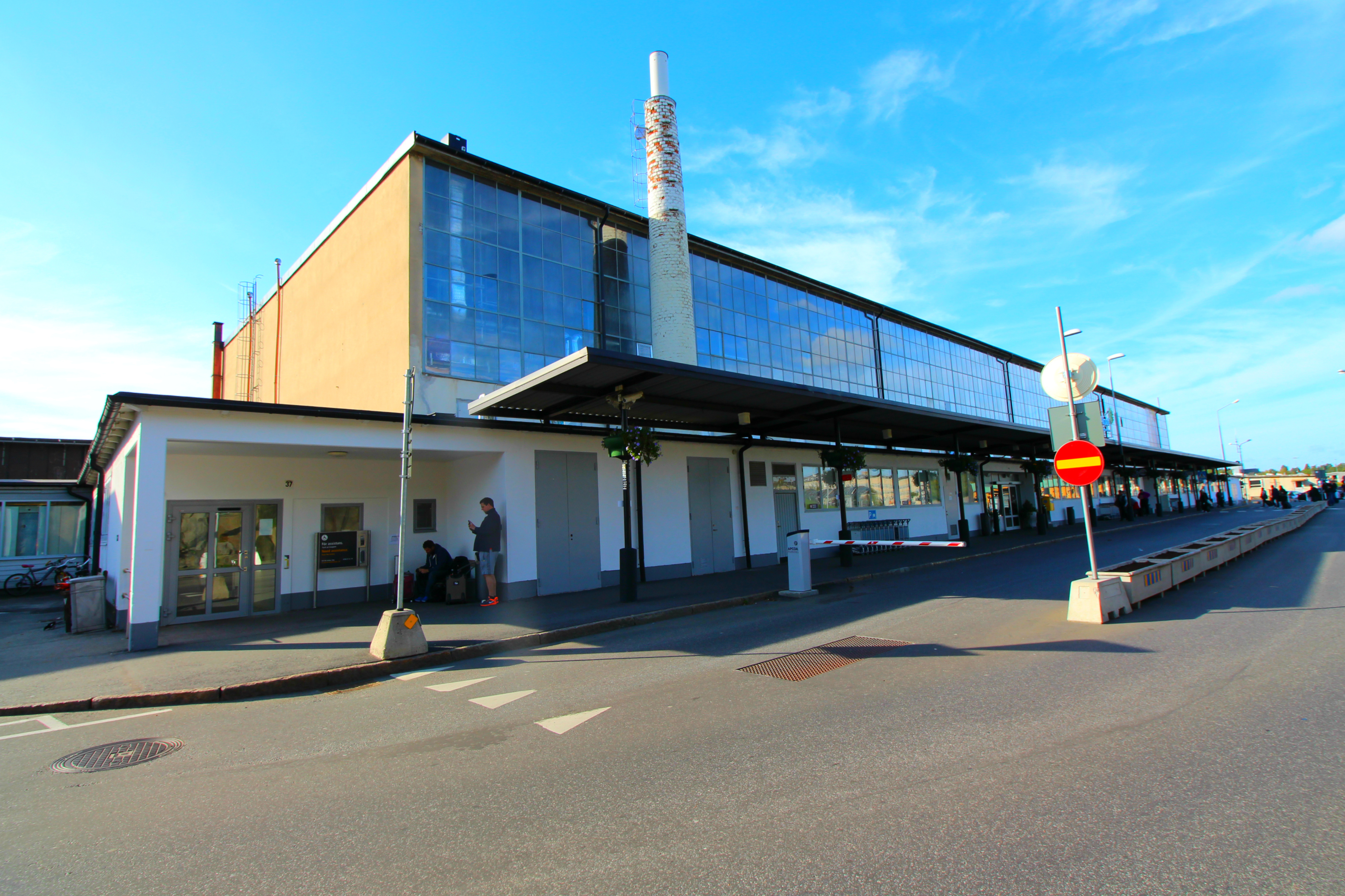
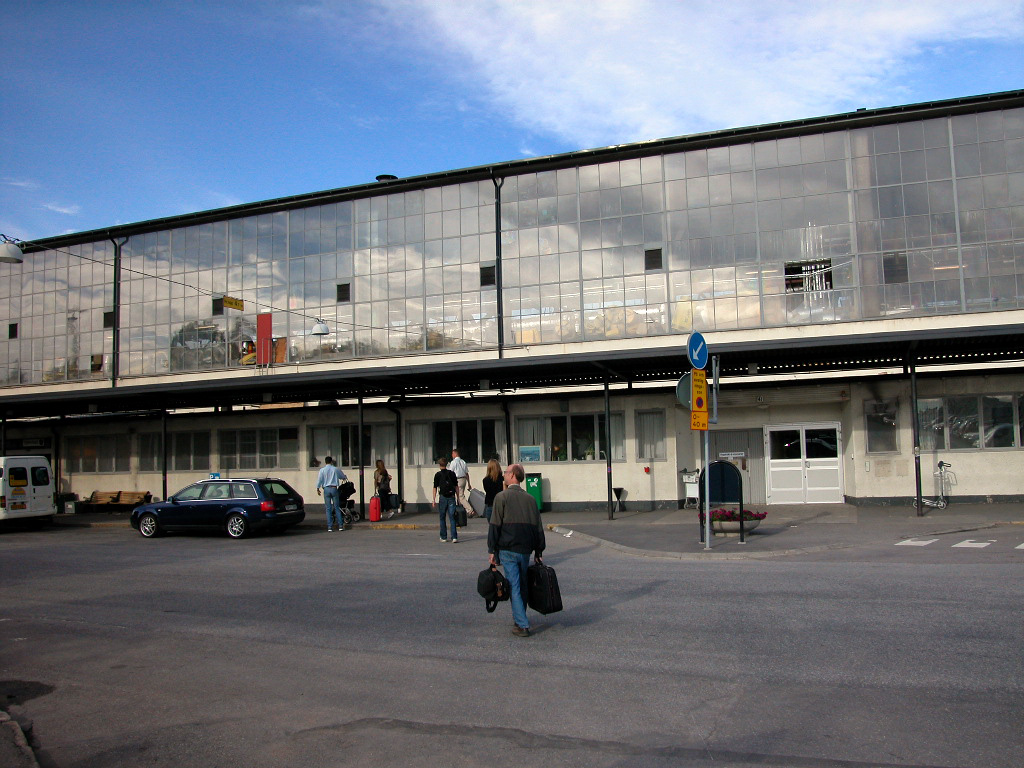
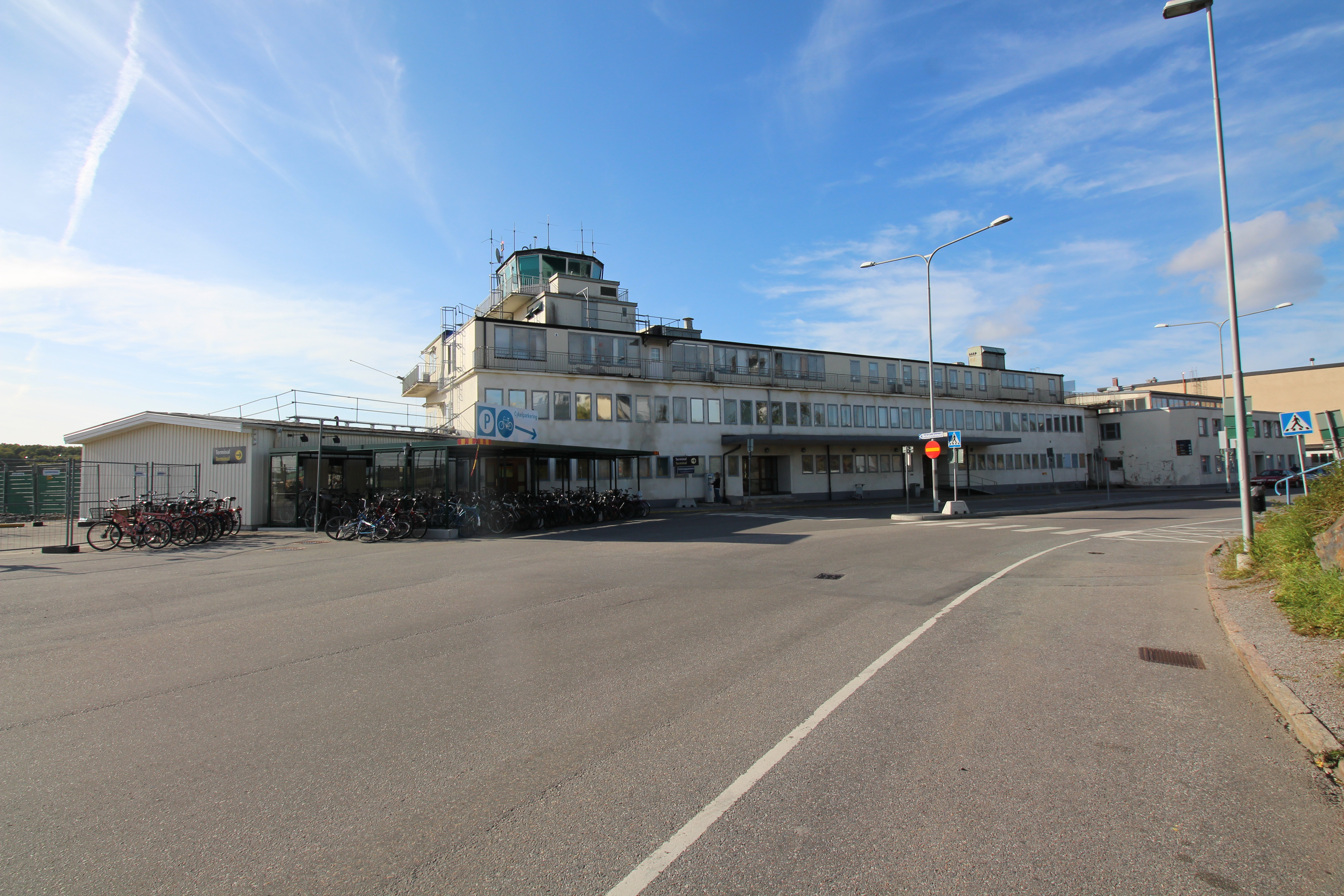
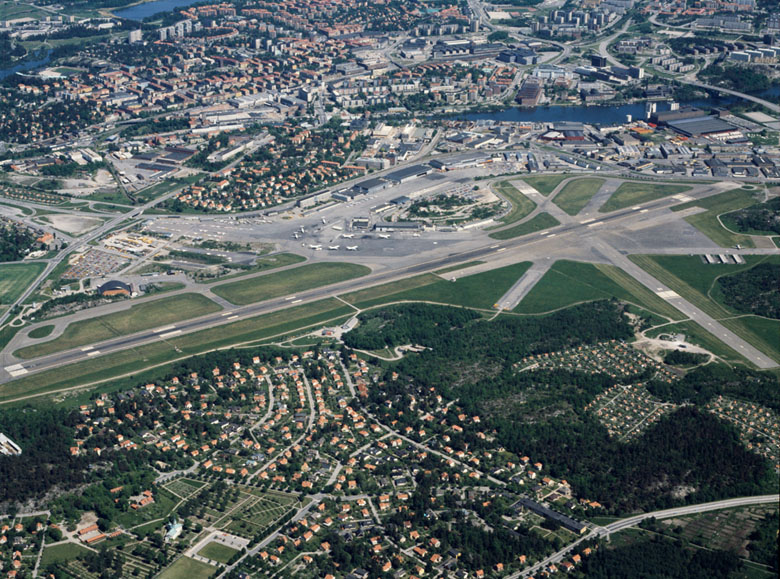
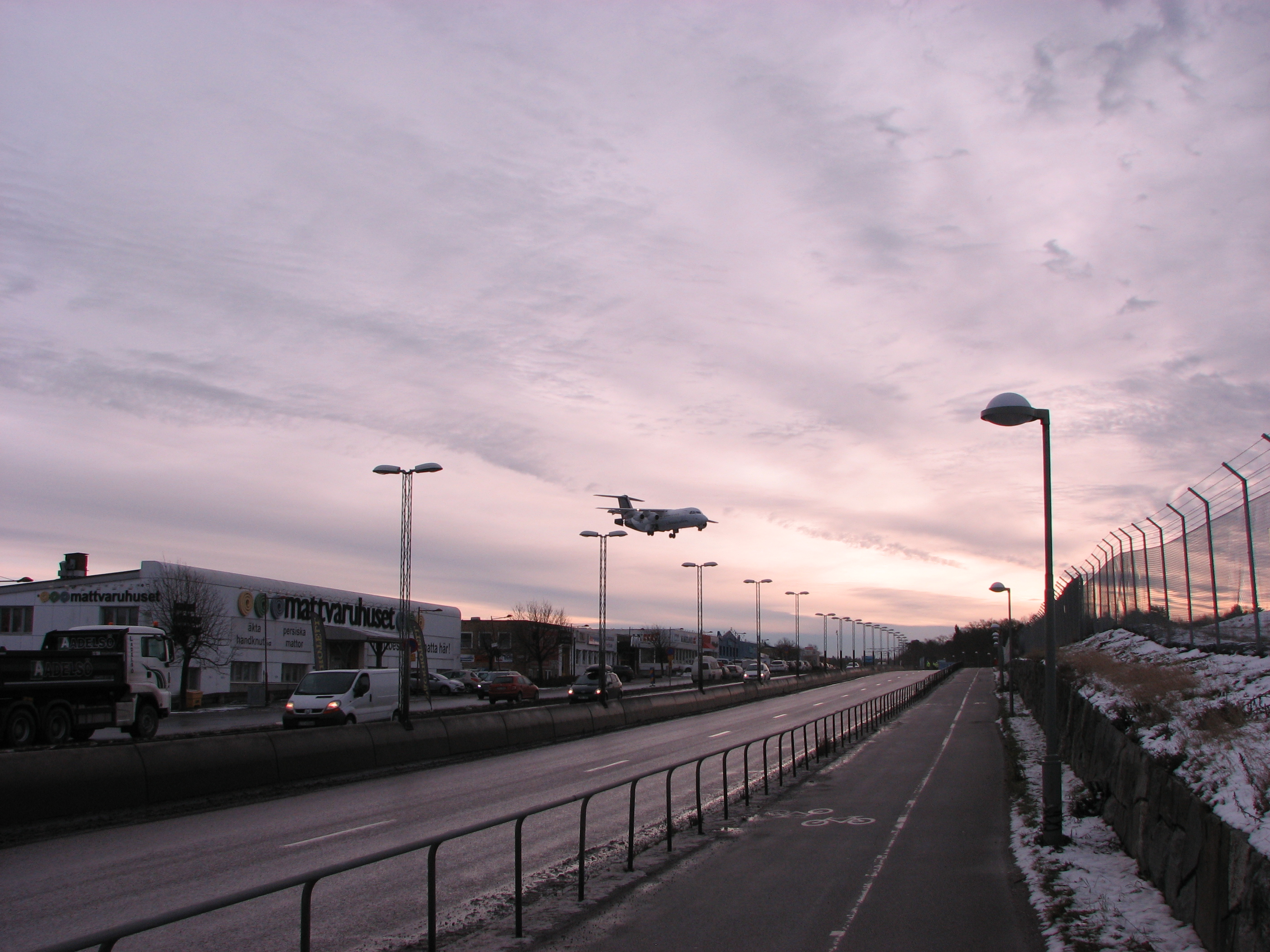
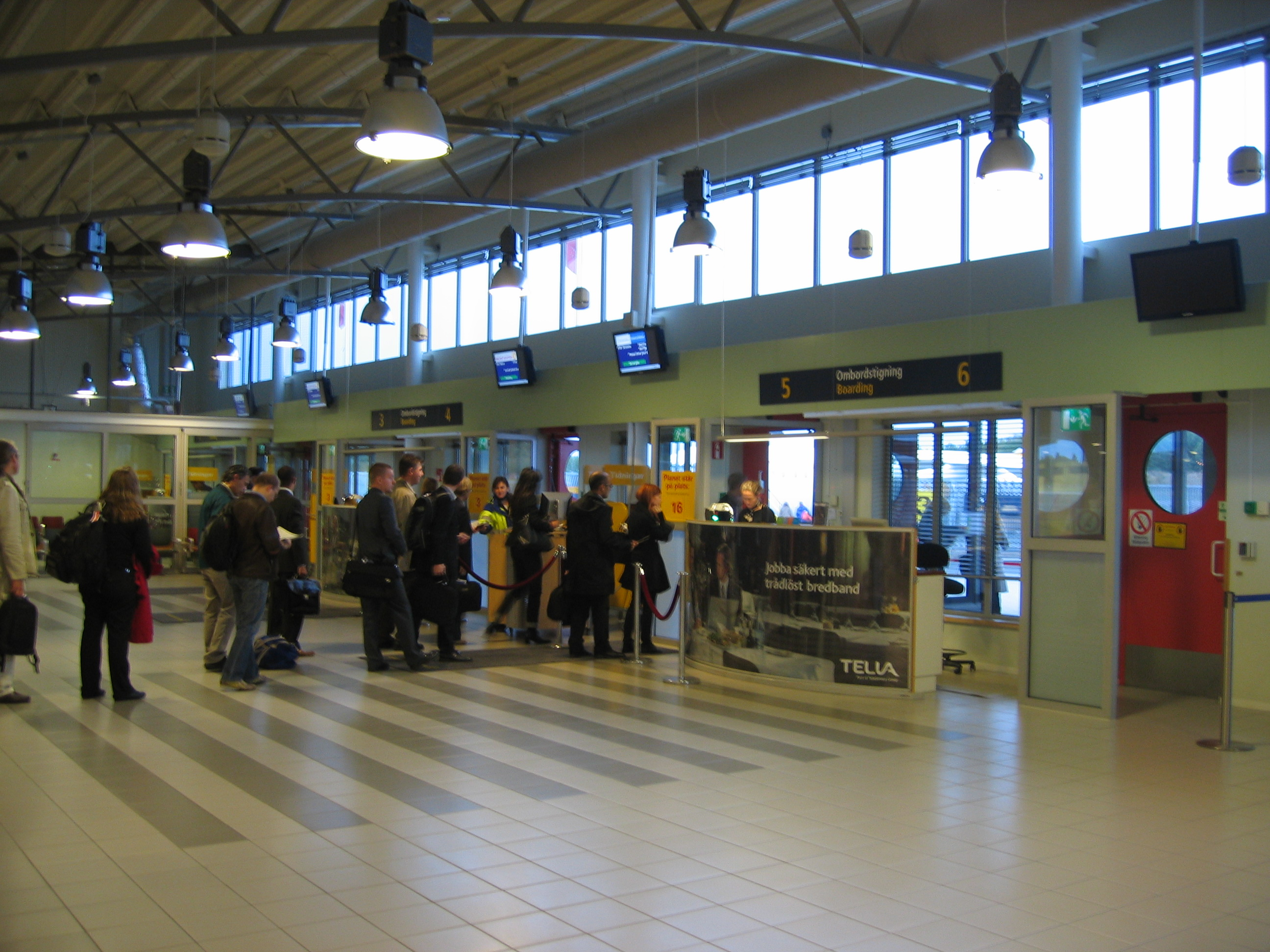